# Никомахова этика

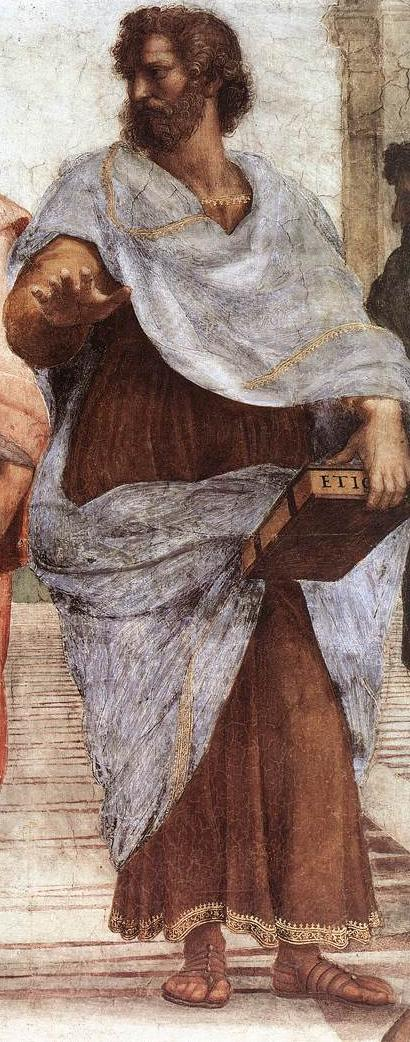
Аристотель с «Никомаховой этикой» на фреске Рафаэля «Афинская школа»

«Никома́хова э́тика» или «Этика Никомаха» (др.-греч. Ἠθικὰ Νικομάχεια) — одно из трёх этических сочинений Аристотеля.
Считается, что название «Никомахова» данная работа получила, поскольку была издана впервые (около 300 года до н. э.) именно Никомахом — сыном Аристотеля. Возможно, что книга посвящена Аристотелем сыну Никомаху или отцу, которого тоже звали Никомах.

## История
Во многих отношениях данная работа параллельна «Евдемовой этике» Аристотеля, в которой насчитывается всего восемь книг. К примеру, Книги V, VI и VII Никомаховой этики идентичны книгам IV, V и VI Евдемовой этики. Мнения относительно взаимосвязи между этими двумя трудами — какой был написан первым и какой первоначально содержал три общие книги — разделяются. Многие считают, что эти работы были приведены в их нынешний вид не самим Аристотелем, а редактором спустя некоторое время.

## Содержание

### Первая книга
Аристотель начинает с определения блага, под которым он подразумевает то, «к чему все стремятся». Несмотря на различие благ (здоровье, богатство или победа), тем не менее существует высшее благо — благо государства. Частным случаем блага является счастье (εὐδαιμονία), которое он определяет как «деятельность души в полноте добродетели» (ψυχῆς ἐνέργειά τις κατ᾽ ἀρετὴν τελείαν). Благо государства и отдельного человека оказываются связанными, так как для счастья нужны «внешние блага» и некоторое воспитание в добродетели.

### Вторая книга
Аристотель делит все добродетели (ἀρεταί) на нравственные (ἠθικαί, этические) и мыслительные (διανοητικαί, дианоэтические). Добродетели не являются врождёнными, но приобретаются через воспитание. Задачей государства является как раз воспитание добродетелей. Природа добродетелей такова, что их губят избыток и недостаток. В определённой степени они заключаются в обуздании страстей. Таким образом, каждая из этических добродетелей представляет собой середину между крайностями.
| №  | Недостаток добродетели  | Добродетель                         | Избыток добродетели      |
| -- | ----------------------- | ----------------------------------- | ------------------------ |
| 1  | трусость                | мужество (ἀνδρεία)                  | бессмысленное геройство  |
| 2  | бесчувствие, равнодушие | благоразумие (σωφροσύνη, софросюне) | распущенность (ἀκολασία) |
| 3  | скупость                | щедрость (ἐλευθεριότης)             | расточительность         |
| 4  | мелочность              | великолепие (μεγαλοπρεπεία)         | напыщенность             |
| 5  | малодушие               | великодушие (μεγαλοψυχία)           | дерзость                 |
| 6  | застенчивость           | честолюбие (φιλότιμον)              | тщеславие                |
| 7  | безгневие               | сдержанность (πραότης)              | гневливость              |
| 8  | притворство             | правдивость                         | хвастовство              |
| 9  | неотёсанность           | остроумие (εὐτραπελία)              | шутовство                |
| 10 | зловредность            | дружелюбие                          | угодливость              |

### Третья книга
Книга 3 начинается с пространного рассуждения о произвольном характере добродетели, поскольку похвалы заслуживает лишь то, что можно вменить человеку. Отсюда добродетель включает в себя понимание добра, выбор (προαίρεσις) добра и воля (βούλησις) делать добро. Первой исследуемой добродетелью оказывается мужество (ἀνδρεία), которое суть середина (μεσότης) между страхом (φόβους) и отвагой (θάῤῥη). Аристотель замечает, что есть достойные примеры страха, например, когда человек боится бесславия (ἀδοξία). Само же мужество определяется как бесстрашие перед лицом смерти. Однако смерти могут желать и трусы, когда их больше страшит бедность. Критикует Аристотель и отчаянную смелость кельтов, в которой он видит избыток мужества по причине самонадеянности. Далее идет рассмотрение благоразумия (σωφροσύνη). Аристотель определяет эту добродетель как середину в обладании телесными удовольствием (ἡδονὰς). Избыток телесных удовольствий ведет к распущенности (ἀκολασία), а недостаток — к бесчувственности (ἀναισθησία).

### Четвёртая книга
Кн.4 посвящена щедрости (ἐλευθέριος), которая представляет собой середину между мотовством (ἀσωτία) и скупостью (ἀνελευθερία). По сути щедрость для Аристотеля является разумным управлением своим имуществом и родственна бережливости. Однако щедрость неразрывно связана с гостеприимством и добропорядочностью, когда имущество расходуется на друзей и государство. Далее идёт рассуждение о великолепии (μεγαλοπρεπεία), которое представляет собой середину между мелочностью (μικροπρέπεια) и «аляповатостью» (ἀπειροκαλία). Примерами «великолепия» являются широкие жесты вроде организации общегородского пира. Аристотель замечает, что бедняки не способны на великолепие. Следующей добродетелью является величавость или великодушие (μεγαλοψυχία), которая изначально была тождественна чувству достоинства. Недостаток достоинства приводит к малодушию (μικρόψυχος), а избыток к спеси (χαῦνος), самонадеянности и наглости (ὕβρις). Великодушен тот, кто самодостаточен, уверен в себе и нетороплив. С великодушием связано честолюбие (φιλότιμον) и «ровность» (πραότης: сдержанность на гнев).

### Пятая книга
В кн.5 рассматривается справедливость (δικαιοσύνη), которая также выражается в уважении к законам. Высшая цель справедливости заключается в заботе о сохранении блага в государстве для всех или, по крайней мере, для лучших. Справедливость тесным образом связана с другими добродетелями, поскольку мужество при обороне города или благоразумие при отказе от блуда несут в себе её начала.

### Шестая книга
В кн.6 Аристотель говорит о рассудительности (φρονήσις, фронезис) как о «способности принимать правильное решение» (δύνασθαι καλῶς βουλεύσασθαι) относительно блага, избегая при этом как избытка, так и недостатка. Сама по себе эта добродетель не относится к числу нравственных, однако она их предполагает. Нравственная добродетель берёт своё начало в «сознательном выборе» (προαίρεσις), чья сознательность определяется рассудительностью. Поэтому высшим или точным проявлением рассудительности является мудрость (σοφία). Однако иногда рассудительность и мудрость могут различаться, поэтому Аристотель называет Анаксагора и Фалеса мудрыми, но не рассудительными.

### Седьмая книга
В кн.7 добродетель как воздержанность (ἐγκράτεια) противопоставляется пороку (κακία), невоздержанности (ἀκρασία) и зверству (θηριότης). Также заслуживающей порицания Аристотель называл изнеженность (μαλακία, малакия). При этом счастье как цель добродетели является сопричастным как удовольствию, так и благоприятным внешним обстоятельствам.

### Восьмая, девятая и десятая книги
Последние три книги трактата посвящены дружбе (φιλία) (Кн.8-10), которая необходима всем людям, ибо они нуждаются в общении, советах и помощи. Дружба подразумевает различные общественные отношения, в том числе солидарность граждан и уважение в семье. Однако Аристотель отрицает возможность дружбы с вещами, так как здесь отсутствует взаимность.